# Eurylophella macdunnoughi
Eurylophella macdunnoughi är en dagsländeart som beskrevs av Funk 1994. Eurylophella macdunnoughi ingår i släktet Eurylophella och familjen mossdagsländor. Inga underarter finns listade i Catalogue of Life.